# Sarcosuchus
Sarcosuchus (nghĩa là "cá sấu ăn thịt") là một chi Crocodylomorpha đã tuyệt chủng và là họ hàng xa của cá sấu, sống cách đây 112 triệu năm. Nó sống vào đầu kỷ Creta tại nơi hiện nay là châu Phi và Nam Mỹ và là một trong những chi bò sát dạng cá sấu lớn nhất từ tồn tại. Nó dài gần gấp đôi cá sấu cửa sông hiện đại và nặng từ 3,5 đến 4,3 tấn.
Các hóa thạch đầu tiên được phát hiện trong những cuộc nghiên cứu do nhà cổ sinh vật học người Pháp lbert-Félix de Lapparent dẫn đầu, trong sa mạc Sahara, kéo dài từ năm 1946 đến 1959. Các hóa thạch gồm những mảnh xương sọ, đốt sống, răng và xương bánh chè. Năm 1964, một hộp sọ gần như hoàn chỉnh được phát hiện tại Niger bởi Hội đồng năng lượng nguyên tử Pháp.

## Mô tả

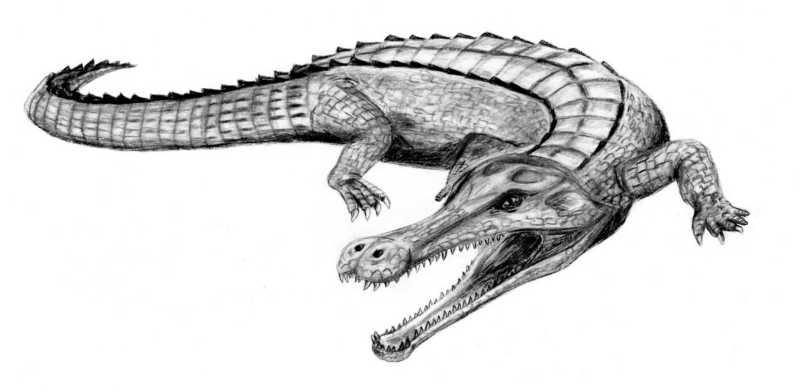
Sarcosuchus imperator

Sarcosuchus là một họ hàng không lồ của cá sấu, với cá thể lớn tối đa được ước tính dài tới 10–11 mét (33–36 foot). Có một cái mõm dài chiếm 75% chiều dài hộp sọ, có 35 răng ở mỗi bên hàm trên và 31 ở mỗi bên hàm dưới. Cá thể con có mõm hẹp giống cá sấu Ấn Độ.

### Kích thước

Sarcosuchus (xanh) so sánh với các loài Crocodylomorpha khác và con người.

Phương pháp thông thường để ước tính kích thước cá sấu và bò sát giống cá sấu là đo chiều dài của đường trung bình từ đầu mõm đến hết hộp sọ, hộp sọ và chiều dài cơ thể có sự tương quan lớn ở cá sấu trương thành và gần trưởng thành không kể đến giới tính.
Hộp sọ lớn nhất của S. imperator (mẫu vật điễn hình) dài 1,6 m (5,2 ft) và chiều dài cơ thể được ước tính khoảng 11 m (36 ft), và cân nặng 6 tấn (6,6 tấn Mỹ). Ước tính này làm cho nó lớn hơn cả Rhamphosuchus thế Miocene, chi có Deinosuchus cuối kỷ Creta và Purussaurus thế Miocene có thể so sánh được với kích thước tố đa.